# 山口県道路公社
山口県道路公社（やまぐちけんどうろこうしゃ）は、山口県を設立団体とする地方道路公社。1971年（昭和46年）11月9日設立。山口県の県政改革の一環として、山口県土地開発公社と共に2012年3月末で廃止された。これに先立ち、2012年3月28日の山口宇部道路の無料化により、同公社が管理していた道路は無くなった（すべて県直轄の無料道路に移管）。

## かつて管理していた道路
| 路線名           | 本籍路線                    | 全長   | 開通日        | 無料開放日    | 備考                                        |
| ---------------- | --------------------------- | ------ | ------------- | ------------- | ------------------------------------------- |
| 欽明路有料道路   | 山口県道15号岩国玖珂線      | 12.9km | 1972年4月1日  | 1987年7月1日  |                                             |
| 山口宇部有料道路 | 山口県道6号山口宇部線       | 14.0km | 1975年2月27日 | 2012年3月28日 | 宇部JCT - 嘉川IC間は2001年3月10日に高規格化 |
| 彦島有料道路     | 山口県道252号福浦港金比羅線 | 4.5km  | 1975年9月30日 | 2005年9月30日 |                                             |
| 大島大橋有料道路 | 国道437号                   | 1.9km  | 1976年7月4日  | 1996年6月1日  | 1987年6月1日に日本道路公団から管理移管      |
| 萩有料道路       | 山口県道32号萩秋芳線        | 1.1km  | 1992年3月7日  | 2010年3月20日 |                                             |

## 参考資料
- 山口県の道路2011　7・有料道路 (PDF)  - 山口県道路整備課